# Lagocephalus lunaris
Lagocephalus lunaris är en fiskart som först beskrevs av Bloch och Schneider 1801.  Lagocephalus lunaris ingår i släktet Lagocephalus och familjen blåsfiskar. Inga underarter finns listade i Catalogue of Life.